# Mezokordiljerski jezici
Mezokordiljerski jezici (ponekad i južni-centralni kordiljetski jezici), ogranak od (34) sjevernoluzonska jezika nekad nazivana i južni-centralni kordiljerski jezici, koja obuhvaća jezike alta kao jednu grani i južnu i centralnu skupinu, danas nazivana južni-centralni kordljerski jezici, kao drugi ogranak. Predstavnici su:
a. Alta (2): sjeverni alta, južni alta
b. Južni-centralni kordiljerski (32):
b1. Centralnokordiljerski (24):
a. Isinai (1): isinai,
b. Sjeverni centralni kordiljerski (23):
b1. Kalinga-Itneg (14):
a. Itneg (5): binongan itneg, inlaod itneg, maeng itneg, masadiit itneg, moyadan itneg,
b. Kalinga (9): banao itneg, butbut kalinga, limos kalinga, donji tanudan kalinga, lubuagan kalinga, mabaka valley kalinga, madukayang kalinga, južni kalinga, gornji tanudan kalinga,
b2. jezgrovni ili nuklearni (9):
a. Balangaw (1): balangao,
b. Bontok-Kankanay (4):
b1. Bontok (2): centralni bontoc, inallig,
b2. Kankanay (2): kankanaey, sjeverni kankanay,
c. Ifugaw (4): amganad ifugao, batad ifugao, tuwali ifugao, mayoyao ifugao
b2. Južnokordiljerski jezici (8):
a. Ilongot (1): ilongot,
b. Zapadni južnokordiljerski (7):
b1. Nuklearni južnokordiljerski (6):
a.Ibaloy (2): ibaloi, i-wak,
b. Kallahan (3): keley-i kallahan, kayapa kallahan, tinoc kallahan
c. Karaw (1): karao,
Pangasinan [pag]

## Vanjske poveznice
- Ethnologue (14th)
- Ethnologue (15th)